# Zamboanga
Zamboanga è la sesta città più popolosa delle Filippine ed è situata sull'estremo meridionale della penisola di Zamboanga nella parte occidentale dell'isola di Mindanao.
Da un punto di vista amministrativo è classificata come città indipendente altamente urbanizzata (HUC) di prima classe, la città è amministrativamente indipendente dalla provincia, i suoi dati statistici vengono inseriti in quelli della Provincia di Zamboanga del Sur con la quale, curiosamente, il territorio comunale non confina.
È una delle città più antiche delle Filippine e la più ispanizzata. È anche una delle città più grandi del mondo in termini di superficie, con un'area di oltre 1.480 km².
Zamboanga è il maggiore centro di commerci, servizi sanitari ed educazione di tutto il Mindanao occidentale. La gente della città parla una lingua creola mista allo spagnolo che si chiama chabacano, ma quella che si utilizza principalmente come lingua sostratale è il cebuano.

## Geografia
L'area metropolitana comprende l'intero estremo sud-occidentale della penisola di Zamboanga, la propaggine occidentale dell'isola di Mindanao situata circa 700 km a nordovest di Kota Kinabalu in Borneo (Malaysia) e circa 650 km a nordest di Manado in Indonesia (etwa 650 km).
A ovest si affaccia sul mare di Sulu e a ovest sul golfo di Moro, a sud si trovano lo stretto di Basilan che la separa dall'isola di Basilan e il Mare di Celebes. A nordest il territorio cittadino confina con la provincia di Zamboanga Sibugay e a nordovest con quella di Zamboanga del Norte.
Di fronte alla costa si trovano 28 isole amministrate dalla città, alcune sono abitate altre lo sono in modo temporaneo da pescatori o da nomadi del mare.
All'interno del territorio cittadino si trova il parco naturale di Pasonanca istituito nel 1999.

## Geografia antropica

### Suddivisioni amministrative
Zamboanga è formata da 98 barangay:
- Arena Blanco
- Ayala
- Baliwasan
- Baluno
- Barangay Zone I (Pob.)
- Barangay Zone II (Pob.)
- Barangay Zone III (Pob.)
- Barangay Zone IV (Pob.)
- Boalan
- Bolong
- Buenavista
- Bunguiao
- Busay (Sacol Island)
- Cabaluay
- Cabatangan
- Cacao
- Calabasa
- Calarian
- Camino Nuevo
- Campo Islam
- Capisan
- Canelar
- Cawit
- Culianan
- Curuan
- Dita
- Divisoria
- Dulian (Upper Bunguiao)
- Dulian (Upper Pasonanca)
- Guisao
- Guiwan
- Kasanyangan
- La Paz

- Labuan
- Lamisahan
- Landang Gua
- Landang Laum
- Lanzones
- Lapakan
- Latuan (Curuan)
- Licomo
- Limaong
- Limpapa
- Lubigan
- Lumayang
- Lumbangan
- Lunzuran
- Maasin
- Malagutay
- Mampang
- Manalipa
- Mangusu
- Manicahan
- Mariki
- Mercedes
- Muti
- Pamucutan
- Pangapuyan
- Panubigan
- Pasilmanta (Sacol Island)
- Pasobolong
- Pasonanca
- Patalon
- Putik
- Quiniput
- Recodo

- Rio Hondo
- Salaan
- San Jose Cawa-cawa
- San Jose Gusu
- San Roque
- Sangali
- Santa Barbara
- Santa Catalina
- Santa Maria
- Santo Niño
- Sibulao (Caruan)
- Sinubung
- Sinunoc
- Tagasilay
- Taguiti
- Talabaan
- Talisayan
- Talon-talon
- Taluksangay
- Tetuan
- Tictapul
- Tigbalabag
- Tigtabon
- Tolosa
- Tugbungan
- Tulungatung
- Tumaga
- Tumalutab
- Tumitus
- Victoria
- Vitali
- Zambowood

## Infrastrutture e trasporti
Il porto internazionale di Zamboanga è uno dei più attivi delle Filippine, la città è inoltre servita dall'aeroporto Internazionale di Zamboanga.